# Martin P6M SeaMaster
Martin P6M SeaMaster là một loại tàu bay ném bom chiến lược của Hải quân Hoa Kỳ do hãng Glenn L. Martin Company vào thập niên 1950.

## Tính năng kỹ chiến thuật (P6M-2)
Đặc điểm tổng quát
- Tổ lái: 4
- Chiều dài: 134 ft 0 in (40,84 m)
- Sải cánh: 102 ft 11 in (31,37 m)
- Chiều cao: 32 ft 5 in (9,88 m)
- Diện tích cánh: 1.900 ft² (180 m²)
- Trọng lượng rỗng: 91.300 lb (41.400 kg)
- Trọng lượng có tải: 120.000 lb (54.000 kg)
- Trọng lượng cất cánh tối đa: 176.400 lb (80.000 kg)
- Động cơ: 4 × Pratt & Whitney J75-P-2 kiểu turbojet, 17.500 lbf (77,8 kN) mỗi chiếc

 Hiệu suất bay 
- Vận tốc cực đại: 550 kt (630 mph, 1.010 km/h)
- Tầm bay: 1.700 nm (2.000 mi, 3.200 km)
- Trần bay: 40.000 ft (12.000 m)
- Vận tốc leo cao: ft/phút (m/s)
- Tải trên cánh: 63 lb/ft² (310 kg/m²)
- Lực đẩy/trọng lượng: 0,58

Trang bị vũ khí

- Pháo: 2× pháo 20 mm
- Bom: 30.000 lb (14.000 kg)